# Hypselodoris kanga
Hypselodoris kanga Rudman, 1977 è un mollusco nudibranchio della famiglia Chromodorididae.

## Descrizione
Corpo di colore azzurro, più chiaro sul piede, con puntini di colore giallo, più grandi, e neri, più piccoli, su tutto il corpo. Il bordo del mantello e del piede è puntinato, oltre che in giallo e nero, anche in blu brillante. I rinofori sono di colore nero sulla base, poi quasi bianchi e, nella parte terminale, rossi. Il ciuffo branchiale è di colore rosso, nero e quasi bianco nella parte interna.

## Distribuzione e habitat
Specie diffusa nell'oceano Indiano, dal Mar Rosso e dalla Tanzania fino ad Hong Kong.